# Santuario de Nuestra Señora de la Fuensanta (Huelma)
El Santuario o Ermita de la a Virgen de la Fuensanta es un templo religioso católico situado en el municipio español de Huelma, provincia de Jaén, con la advocación mariana de la Virgen de la Fuensanta, patrona de Huelma, y Santa Lucía.

## Arquitectura
La construcción actual data del siglo XVII. Se trata de tres naves separadas por arcos sobre pilares con bóvedas de cañón y un camarín tras el altar mayor. La cabecera sobre elevada cubierta por bóvedas data de finales del siglo XVIII y principios del siglo XIX. El altar mayor es el lugar donde está la imagen de la Santísima Virgen de la Fuensanta. A la izquierda del altar mayor se encuentra la imagen de Santa Lucía.
El retablo del altar mayor data de 1939 y se realizó siguiendo un modelo gráfico de 1868 del destruido en la Guerra civil española. Rodeando a la Virgen se enmarcan en columnas pareadas los Cuatro Evangelistas. Se remata con columnas y molduras revestidas en pan de oro y fino marmolado en el fondo del conjunto. Se remata hacia el camarín con escaleras y un arco trilobulado.
La imagen original de la Santísima Virgen de la Fuensanta fue destruida en 1936, siendo la actual una copia de la primera, realizada como imagen de vestir por el escultor José Navas-Parejo Pérez. Tiene un importante ajuar destacando la orla, cetro de plata, una corona de metales nobles de 1960 con incrustaciones de perlas y un diamante. El imaginero José Miguel Tirao Carpio es el autor de la actual talla Niño Jesús de 2013, robada un año antes.
Dentro del camarín se encuentran los lienzos del Corazón Jesús y María, la Oración del Huerto y la Adoración de los Reyes y el retrato del hermano José del Espíritu Santo al que se le atribuyen las reformas de finales del siglo XIX. Además hay tres lienzos del pintor de Pegalajar Juan Almagro de 1940. En la parte alta del camarín hay dos vidrieras con la Anunciación y la Virgen de la Fuensanta.
La portada consta de un frontón sobre dos columnas toscanas y un remate en color ocre sobre la pared encalada de la ermita. Sobre la portada está el campanario de color ocre con tres arcos de medio punto sobre tres columnas toscanas y remate con dos campanas de los siglos XVIII y XIX.
Cuenta con un edificio anexo de tres plantas con las dependencias de los antiguos eremitas residentes. En la capilla de la ermita hay varias lápidas mortuorias del siglo XIX de religiosos que vivieron y murieron allí. En el siglo XX fue demolido el llamado dormitorio de la Condesa de Argillo para la construcción del lucernario.
En la plaza del Santuario de la Virgen de la Fuensanta está la Fuente de la Fuensanta con abrevadero y varios ejemplares de plátano de sombra.

## Historia

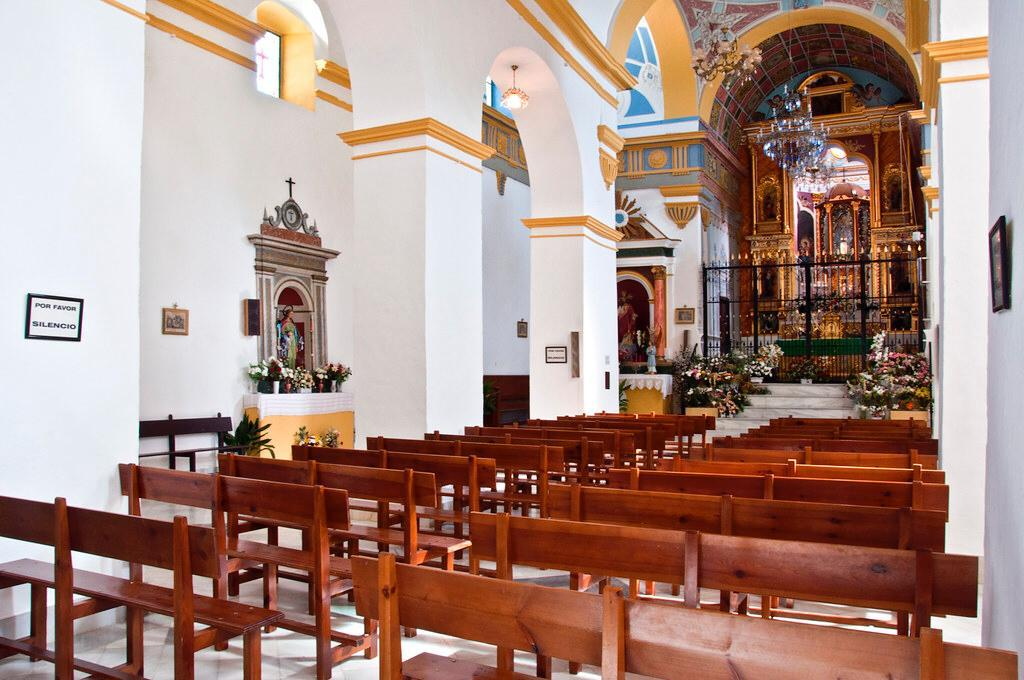
Santuario Virgen de la Fuensanta y Santa Lucía

En el Archivo Parroquial de Huelma se encuentra un documento de 1560 con la visita pastoral del obispo de Jaén, que descansó de en la ermita de la Fuensanta. Además, en 1587 se cita la ermita de la Fuensanta en el Libro de la Cofradía de la Vera Cruz del Archivo Parroquial de Huelma. En el Archivo Diocesano de Jaén se encuentra un documento de siglo XVII en el que se busca santero para la ermita. En el siglo XVIII se funda el eremitorio de San Antonio Abad en la ermita, con hermanos ermitaños procedentes de Las Ermitas, que regirán la ermita hasta principios del siglo XX.
El Diccionario Geográfico Estadístico de Pascual Madoz de 1847 cita que en el ermitorio hay algunos ermitaños, muy concurrido procesión 1 mayo veneración a la imagen. En 1836 la desamortización de Mendizábal ordena la supresión la ermita. La devoción y vínculo con la Virgen, patrona de Huelma, lleva al Consistorio y una comisión de vecinos a realizar gestiones para evitar la incautación resultando en la marcha forzosa del encargado acusado de la apropiación de los donativos de los fieles.
En 1902 el obispo de Jaén D. Salvador Castellote y Pinazo clausura la comunidad de ermitaños de San Antonio Abad por el escaso número de hermanos, entregando las llaves al cura de Huelma. En 1936, a principios de la Guerra Civil, fue asesinado en el recinto el capellán mancharrealeño de la ermita Juan Morillo Torres. 
Actualmente la Cofradía de la Santísima Virgen de la Fuensanta y Santa Lucía realiza el mantenimiento y programa devocional del santuario. Esta cofradía tiene filiales en Solera, Cambil y Torres y es de las más antiguas de Sierra Mágina.

## Fiestas Marianas
La fiesta de mayo, las romerías y procesiones de junio y septiembre están catalogadas como Patrimonio Cultural Inmaterial de Andalucía. La Santísima Virgen de la Fuensanta es la patrona de Huelma.
La romería de septiembre es el primer domingo del mes. Los actos duran dos días y los organiza la Cofradía de la Santísima Virgen de la Fuensanta y Santa Lucía. El sábado se realiza la oración con hermandades, vigilia mariana de adoraciones nocturnas masculina y femenina, rosario y cántico. El domingo se realiza la procesión al santuario con música, recepción hermandades y ofrenda floral, música, apertura del pozo al que se le atribuyen propiedades milagrosas, misa y procesión por el santuario y tocamanos.
La romería de septiembre data probablemente de 1587 cuando, de acuerdo con el Libro de la Cofradía de la Vera Cruz del Archivo Parroquial de Huelma, la cofradía de la Virgen de la Cabeza de Huelma estableció una fiesta en honor a la advocación de la Natividad de Ntra. Sra. y en santuario de la Fuensanta. El origen de la Fiesta de Mayo también data probablemente del siglo XVI cuando la Cofradía de la Vera Cruz trajo a la Virgen a Huelma para que por su intercesión cesara un termporal y su regreso santuario lo realizó la Cofradía de la Virgen de la Cabeza.

## Apariciones de la virgen
En 1761 en un documento del archivo de la Casa de Alburquerque se hace mención a la leyenda aparicionista de la virgen de la Fuensanta: en el tiempo de los moros una hija del rey de Cambil se hizo cristiana y su padre mandó sacarle los ojos y cortarle las manos; y en el sitio donde fue se apareció la Virgen que le dijo pusiera los brazos a tierra y en ese sitio brotó un pozo y resultó que se le restituyeron las manos y la Virgen mandó se lavara la cara y se halló con vista. 
Como en otros lugares se extiende la leyenda de un pastor, en este caso de Cambil, al que se le apareció la Virgen.

## Área recreativa Virgen de la Fuensanta
Está situada junto al Santuario en la A-324. Está catalogada dentro del área de influencia del parque natural de Sierra Mágina. Se trata de un pinar con merenderos y barbacoas propiedad del Ayuntamiento de Huelma.